# Рене Зелвегер
Рене Зелвегер (енгл. Renée Zellweger) је америчка глумица и продуценткиња, рођена 25. априла 1969. године у Кејтију (Тексас). Пажњу публике привукла је играјући у филму Џери Магвајер, затим је освојила две номинације за Оскара за најбољу женску улогу Бриџит Џоунс у филму Дневник Бриџит Џоунс (2001) и за улогу Рокси Харт у филму Чикаго (2002). Године 2004. освојила је Оскара за најбољу споредну женску улогу у филму Хладна планина, а 2020. године додељен јој је Оскар за најбољу главну женску улогу у филму Џуди.

## Детињство и младост
Зелвегер је рођена у Кејтију у Тексасу. Њен отац, Емил Ерих Зелвегер је пореклом из Швајцарске, а по струци је инжењер електротехнике, који је радио у нафтној индустрији. Њена мајка Ирена Кјелфрид је пореклом Норвежанка. Док је била у основној школи, Рене се бавила различитим спортовима, као што су бејзбол, фудбал и кошарка. По упису у средњу школу, Рене је постала члан драмске секције, гимнастичарка и навијачица школског тима. После средње школе, уписала се на Универзитет у Остину у Тексасу, где је студирала енглески језик и књижевност. У почетку се уписала на секцију глуме − како би имала боље оцене из предмета који се баве уметношћу, али је убрзо схватила да је глума њен животни позив. Зелвегерова је 1991. године завршила енглески језик. Након завршених студија се бавила снимањем реклама у Хјустону.

## Каријера

### Прве улоге (1992−1995)
Док је још била у Тексасу, Зелвегерова се појавила у неколико независних и нискобуџетних филмова. Један је био Укус за убиство (1992), након чега је уследила улога у Еј-Би-Си мини серији Убиство у Хартланду (1993). Такође 1993. године имала је непотписану улогу у филму Слуђени и збуњени. Године 1994, појавила се у филму Уједи живота, редитељском дебију Бена Стилера и у биографском филму 8 секунди редитеља Џона Г. Авилдсена. Њена прва главна улога у филму дошла је у хорор филму Тексашки масакр моторном тестером: Следећа генерација из 1994. године, заједно са Метјуом Маконахијем, глумећи тинејџерку која рано напушта матурско вече са тројицом пријатеља који доживе саобраћајну несрећу, што доводи до њиховог сусрета са убицом коју предводи легендарни Ледерфејс. Док је филм прошао незапажено, Џо Лејдон похвалио је Зелвегерову, назвавши је „најстрашнијом краљицом вриска од када је Џејми Ли Кертис постала легална“.
У свом следећем филму, крими комедији Love and a .45 (1994), Зелвегер је глумила жену која планира пљачку са својим дечком. Иако је филм добио ограничено издање у биоскопима, Марк Савлов је главној глумачкој екипи рекао да су "сви били одлични у својим улогама". Та улога јој је донела награду Спирит за најбољу дебитантску изведбу. Касније се преселила у Лос Анђелес, потез који је неколико пута одлагала јер је веровала да јој недостају таленат и искуство да буде такмичарски глумац у том граду. Затим ће се појавити у драми о пунолетству Емпајер рекордс (1995).

### Пробој (1996—2000)
Зелвегерова је стекла шире признање кроз улогу у филму Џери Мегвајер (1996), у којем је глумила самохрану мајку и романтично интересовање сјајног спортског агента (Том Круз). Филм је зарадио преко 273 милиона долара широм света. Круз је био тај који ју је изабрао да глуми у филму и касније јој приписао заслуге за „откривање сржи хуманости филма“. Роџер Еберт је, признајући Зелвегерову и Крузову хемију, написао: „Филм је често одушевљен, посебно када су Круз и Зелвегер заједно на платну. Он игра Мегвајера са озбиљношћу човека који жели да пронађе величину и срећу у занимању где само успех се заиста рачуна. Она игра жену која верује у овог момка кога воли и подсећа нас да је права љубав ствар идеализма."

## Филмографија
| Улоге Рене Зелвегер |                                                         |               |                    |                                            |
| Година              | Српски назив                                            | Изворни назив | Улога              | Напомена                                   |
| 1992.               |                                                         |               | Мери Лу            |                                            |
| 1994.               | Уједи живота                                            |               | Тами               |                                            |
| 1994.               |                                                         |               |                    |                                            |
| 1994.               |                                                         |               | Сузан              |                                            |
| 1994.               |                                                         |               | Старлин Читам      |                                            |
| 1994.               | Тексашки масакр моторном тестером 4: Следећа генерација |               | Џени               |                                            |
| 1995.               |                                                         |               | Џина               |                                            |
| 1995.               |                                                         |               |                    |                                            |
| 1996.               |                                                         |               | Новалин Прајс      |                                            |
| 1996.               | Џери Магвајер                                           |               | Дороти Бојд        |                                            |
| 1997.               |                                                         |               | Елизабет           |                                            |
| 1998.               |                                                         |               | Соња Хоровиц       |                                            |
| 1998.               | Права ствар                                             |               | Елен Гулден        |                                            |
| 1999.               | Нежења                                                  |               | Ен Арден           |                                            |
| 2000.               | Болничарка Бети                                         |               | Бети Сајзмур       |                                            |
| 2000.               |                                                         |               | Ајрин Вотерс       |                                            |
| 2001.               | Дневник Бриџет Џоунс                                    |               | Бриџет Џоунс       |                                            |
| 2002.               |                                                         |               | Клер Ричардс       |                                            |
| 2002.               | Чикаго                                                  |               | Рокси Харт         |                                            |
| 2003.               | Доле љубав                                              |               | Барбара Новак      |                                            |
| 2003.               | Хладна планина                                          |               |                    | Оскар за најбољу глумицу у споредној улози |
| 2004.               | Прича о ајкули                                          |               | Енџи               |                                            |
| 2004.               | Бриџет Џоунс: На ивици разума                           |               | Бриџет Џоунс       |                                            |
| 2005.               | Бајка о боксеру                                         |               | Меј Бредок         |                                            |
| 2006.               | Госпођица Потер                                         |               | Беатрикс Потер     |                                            |
| 2007.               | Пчелац Бери Медић                                       |               | Ванеса (глас)      |                                            |
| 2008.               |                                                         |               | Lexi Лекси Литлтон |                                            |
| 2008.               |                                                         |               | Али                |                                            |
| 2009.               | Случај 39                                               |               | Емили Џенкинс      |                                            |
| 2009.               |                                                         |               | Луси Хил           |                                            |
| 2009.               |                                                         |               | Ен Деверо          |                                            |
| 2009.               |                                                         |               | Кети               |                                            |
| 2010.               |                                                         |               | Џејн               |                                            |
| 2016.               | Беба Бриџет Џоунс                                       |               | Бриџет Џоунс       |                                            |
| 2019.               | Џуди                                                    |               | Џуди Гарланд       | Оскар за најбољу глумицу у главној улози   |
| 2025.               | Бриџет Џоунс: Луда за њим                               | "             | Бриџет Џоунс       |                                            |